# Bahnstrecke Köpingebro–Gärsnäs
| Streckenlänge: | 28 km                |                                               |                                               |
| Spurweite: | 1435 mm (Normalspur) |                                               |                                               |
| Maximale Neigung: | 11,1 ‰               |                                               |                                               |
| Minimaler Radius: | 300 m                |                                               |                                               |
| Streckengeschwindigkeit: | 40 km/h              |                                               |                                               |
| |                      |                                               |                                               |
| \| \| \| Bahnstrecke Gärsnäs–Sankt Olof von Sankt Olof \| \| \| \| \| Bahnstrecke Ystad–Simrishamn von Simrishamn \| \| \| \| 136,522 \| Gärsnäs \| 57 m ö.h. \| \| \| \| Bahnstrecke Ystad–Simrishamn nach Tomelilla \| \| \| \| 139,300 \| Östra Herrestad (1931–1970) \| 51 m ö.h. \| \| \| 141,613 \| Hammenhög \| 52 m ö.h. \| \| \| 144,900 \| Blästorp \| 51 m ö.h. \| \| \| 147.622 \| Borrby \| 33 m ö.h. \| \| \| 149.900 \| Tuvorna \| 31 m ö.h. \| \| \| 152.319 \| Löderup \| 28 m ö.h. \| \| \| 155.302 \| Hedvigsdal \| 23 m ö.h. \| \| \| 158.162 \| Glemmingebro \| 17 m ö.h. \| \| \| 161.600 \| Köpingsberg \| 17 m ö.h. \| \| \| \| Nybroån \| \| \| \| \| Bahnstrecke Ystad–Eslöv von Tomelilla \| \| \| \| 164.400 \| Köpingebro \| 11 m ö.h. \| \| \| \| Bahnstrecke Ystad–Eslöv nach Ystad \| \| \| \| \| \| \| \| Quellen: [1] \| \| \| \| |                      |                                               |                                               |
| Strecke (außer Betrieb) |                      | Bahnstrecke Gärsnäs–Sankt Olof von Sankt Olof | Bahnstrecke Gärsnäs–Sankt Olof von Sankt Olof |
| Abzweig ehemals geradeaus und von links |                      | Bahnstrecke Ystad–Simrishamn von Simrishamn   | Bahnstrecke Ystad–Simrishamn von Simrishamn   |
| Bahnhof | 136,522              | Gärsnäs                                       | 57 m ö.h.                                     |
| Abzweig ehemals geradeaus und nach rechts |                      | Bahnstrecke Ystad–Simrishamn nach Tomelilla   | Bahnstrecke Ystad–Simrishamn nach Tomelilla   |
| Haltepunkt / Haltestelle (Strecke außer Betrieb) | 139,300              | Östra Herrestad (1931–1970)                   | 51 m ö.h.                                     |
| Bahnhof (Strecke außer Betrieb) | 141,613              | Hammenhög                                     | 52 m ö.h.                                     |
| Haltepunkt / Haltestelle (Strecke außer Betrieb) | 144,900              | Blästorp                                      | 51 m ö.h.                                     |
| Bahnhof (Strecke außer Betrieb) | 147.622              | Borrby                                        | 33 m ö.h.                                     |
| Haltepunkt / Haltestelle (Strecke außer Betrieb) | 149.900              | Tuvorna                                       | 31 m ö.h.                                     |
| Bahnhof (Strecke außer Betrieb) | 152.319              | Löderup                                       | 28 m ö.h.                                     |
| Bahnhof (Strecke außer Betrieb) | 155.302              | Hedvigsdal                                    | 23 m ö.h.                                     |
| Bahnhof (Strecke außer Betrieb) | 158.162              | Glemmingebro                                  | 17 m ö.h.                                     |
| Haltepunkt / Haltestelle (Strecke außer Betrieb) | 161.600              | Köpingsberg                                   | 17 m ö.h.                                     |
| Brücke über Wasserlauf (Strecke außer Betrieb) |                      | Nybroån                                       | Nybroån                                       |
| Abzweig ehemals geradeaus und von rechts |                      | Bahnstrecke Ystad–Eslöv von Tomelilla         | Bahnstrecke Ystad–Eslöv von Tomelilla         |
| Bahnhof | 164.400              | Köpingebro                                    | 11 m ö.h.                                     |
| Strecke |                      | Bahnstrecke Ystad–Eslöv nach Ystad            | Bahnstrecke Ystad–Eslöv nach Ystad            |
| |                      |                                               |                                               |
| Quellen: |                      |                                               |                                               |

Die Bahnstrecke Köpingebro–Gärsnäs war eine schwedische Bahnstrecke in Skåne. Sie führte von Köpingebro nach Gärsnäs, hatte eine Länge von 28 km und wurde in Normalspur gebaut.

## Geschichte
Am 10. November 1871 fand ein Treffen in Hammenhög statt. Der Initiator, Richter Tage Sylvan, sollte das Interesse an einer Bahnstrecke von Svenstorp nach Hammenhög untersuchen. In der Sitzung wurde beschlossen, Geld für eine Erhebung und die Erstellung von Kostenvoranschlägen zu sammeln. Die Strecke sollte von Svenstorp über Hammenhög nach Simrishamn führen. Die Untersuchung konnte jedoch nicht durchgeführt werden, da das nötige Geld dafür nicht zusammenkam.
Das Problem wurde im Laufe der Jahre weiter diskutiert, aber es dauert bis 1893, bis die Stadt Ystad Initiativen unternahm und Studien machen ließ. Es wurde ein Ausschuss gebildet, der eine Einladung zum Zeichnen von Aktien verschickte.

## Ystad–Gärsnäs Järnvägsaktiebolag
Bei einem Treffen in Ystad am 12. April 1893 teilte der Ausschuss mit, dass er bereits am 27. Mai 1892 eine Konzession für eine Bahnstrecke von Köpingebro, gelegen zwischen den Stationen Ystad und Svenstorp an der Bahnstrecke Ystad–Eslöv nach Gärsnäs an der Bahnstrecke Tomelilla–Simrishamn erhalten habe. Die Kosten wurden auf 634.300 Kronen einschließlich der benötigten Güterwagen geschätzt. Ein wichtiger Grund für den Endpunkt Köpingebro war, weil zu der Zeit eine große Zuckerfabrik in Köpingebro gebaut wurde. Bei diesem Treffen wurde die Ystad–Gärsnäs Järnvägsaktiebolag YGJ gegründet und die Satzung verabschiedet.
Zum Vorstandsvorsitzenden wurde Graf A. Posse, Charlottenlund, gewählt. Weiter gehörten dem Vorstand an: Bankdirektor J. Tengberg, Bürgermeister B. Petersson, Großhändler A. Lindgren, Kronvogt C. Holmgren und Verkehrsdirektor V. Waldenström in Ystad, Distrikt-Gouverneur R. Bennet, Hammenhög, Reichstagsabgeordneter Lasse Jönsson, Sandby, Hofprediger Nils Johan Olof Herman Lindström, Glemminge und Major Sture Bruzelius, Gyllerup.
Der Kapitän des Weg- und Wasserbaubüros (schwedisch Väg- och Vattenbyggnadsbyrån), C. Schmidt wurde als Generalunternehmer für den Bau der Eisenbahn angestellt. Mit Cimbrishamn–Tomelilla Jernväg CTJ wurde eine Vereinbarung über den Anschluss in deren Bahnhof Gärsnäs getroffen.

## Streckenbau
Der Streckenbau wurde im Juli 1893 begonnen, am 5. Oktober 1894 konnte die Strecke für den öffentlichen Verkehr eröffnet werden. Nach der Schlussrechnung wurden dafür  801.725 Kronen ausgegeben. Dafür war eine 28 Kilometer lange Eisenbahnstrecke in Normalspur mit Schienen mit einem Metergewicht von 23 Kilogramm entstanden, zudem Überhol- und Anschlussgleise mit einer Länge von 2,5 Kilometern. Die stärkste Neigung betrug 11,1 Promille und der Mindestradius 300 Meter. Die Höchstgeschwindigkeit lag bei 40 km/h. Dazu wurden 35 zweiachsige Güterwagen beschafft. Mit der Ystad–Eslövs Järnvägsaktiebolag wurde vereinbart, dass diese mit ihrem Zugpersonal, Lokomotiven und Wagen die Strecke bedienen würde. Damit wurde die YGJ sofort mit Betriebsbeginn Mitglied bei Trafikförbundet Ystads Järnvägar.

## Weitere Entwicklung
Die Ystad–Gärsnäs Järnvägsaktiebolag kaufte am 1. September 1905 für 300.000 Kronen die Järnvägsaktiebolaget Gärsnäs–S:t Olof, da diese finanzielle Probleme hatte. Die zusammengeführten Bahnstrecken Köpingebro–Gärsnäs und Gärsnäs–Sankt Olof wurden schwedisch Ystad–Gärsnäs–S:t Olofs Järnväg genannt, während der Firmenname Ystad–Gärsnäs Järnvägsaktiebolag (YGJ) blieb.
Im Jahr 1921 wurde die Strecke im Bereich von Köpingebro verlegt. Ein Jahr später wurde die Strecke erneuert und die Brücken verstärkt. Die Höchstgeschwindigkeit konnte so auf 60 km/h erhöht werden, für Triebwagen war die Strecke später sogar für 90 km/h zugelassen.
Die Stadt Ystad, die einen großen Teil der Aktien in ihrem Besitz hatte, war ab dem 1. Februar 1929 alleiniger Eigentümer. Zu diesem Zeitpunkt wurde der Name des Unternehmens in Ystad–S:t Olofs Järnvägsaktiebolag (YGStOJ) geändert. Während der gesamten Zeit war die Bahnstrecke Teil des Konsortiums Trafikförbundet Ystads Järnvägar.
Im Jahr 1930 fuhren drei Personenzugpaare von Ystad über Köpingebro nach Gärsnas, von denen zwei durchgehend bis Sankt Olof verkehrten.
Im Zuge der allgemeinen Eisenbahnverstaatlichung verkaufte die Stadt Ystad die Gesellschaft an die schwedische Regierung, am 1. Juli 1941 übernahmen Statens Järnvägar den Betrieb.
Am 27. September 1970 wurde der Güter- und Personenverkehr auf dem Abschnitt zwischen Köpingebro und Hammenhög sowie der Personenverkehr auf dem Abschnitt zwischen Hammenhög und Gärsnäs eingestellt.
Zwischen 1970 und 1971 wurden die Gleise zwischen Köpingebro und Hammenhög entfernt. Der Abschnitt von Hammenhög nach Gärsnäs wurde am 1. April 1984 für den Güterverkehr stillgelegt, 1985 wurden die Gleise abgebaut.

## Streckenführung
Die eingleisige Bahn zweigte acht Kilometer nordwestlich von Ystad von der Strecke Ystad–Eslöv ab. Der Abzweigbahnhof Köpingebro wurde mit dem Bau der Strecke nach Gärsnäs neu angelegt. Kurz nach Köpingebro wurde der Fluss Nybroån auf einer Brücke überquert.
Die Strecke führte zunächst in östlicher Richtung über Glemmingebro nach Hedvigsdal, dann nach Nordosten über Löderup nach Borrby. Dort schwenkte die Trasse in nordwestliche Richtung nach Hammenhög und erreichte schließlich den Bahnhof Gärsnäs an der Strecke von Malmö nach Simrishamn. Am niedrigsten lag mit elf Metern der Bahnhof Köpingebro, der höchstgelegene Bahnhof war Gärsnäs mit 57 Metern.